# Breitenau, Bas-Rhin
Breitenau är en kommun i departementet Bas-Rhin i regionen Grand Est (tidigare regionen Alsace) i nordöstra Frankrike. Kommunen ligger i kantonen Villé som tillhör arrondissementet Sélestat-Erstein. År 2022 hade Breitenau 337 invånare.

## Befolkningsutveckling
Antalet invånare i kommunen Breitenau
| Referens: INSEE |